# پائلو هارتادو
پائلو هارتادو (انگلیسی: Paolo Hurtado؛ زادهٔ ۲۷ ژوئیهٔ ۱۹۹۰) بازیکن فوتبال اهل پرو است.
از باشگاه‌هایی که در آن بازی کرده‌است می‌توان به باشگاه فوتبال پاسوس ده فریرا، الیانزا لیما، باشگاه فوتبال پنیارول، باشگاه فوتبال ریدینگ، باشگاه فوتبال ویتوریا گیمارش، و تیم ملی فوتبال پرو اشاره کرد.
وی همچنین در تیم‌های ملی فوتبال Peru ۱۰ نوامبر ۲۰۱۷ بازی کرده‌است.
وی در مسابقات کشوری و بین‌المللی در مجموع برندهٔ ۱ مدال برنز شده‌است.